# Saison 4 de Doctor Who - Épisodes spéciaux
Chronologie
Saison 4 Saison 5
Cet article présente les épisodes spéciaux rattachés à la quatrième saison de la seconde série télévisée Doctor Who.

## Synopsis
Les dernières aventures du Dixième Docteur sont rythmées par une prophétie : quelqu'un frappera quatre fois, et le Docteur mourra. Alors que sa fin se profile, le Dixième Docteur s'apprête à revoir d'anciens amis... et d'anciens ennemis.

## Distribution

### Acteurs principaux
- David Tennant : le Dixième Docteur
- David Morrissey : Jackson Lake (Spécial Noël 2008)
- Michelle Ryan : Christina De Souza (Spécial Pâques 2009)
- Lindsay Duncan : Capitaine Adélaïde Brooke (Spécial Automne 2009)
- Bernard Cribbins : Wilfred Mott (Spécial Noël 2009 et Nouvel An 2010)

### Acteurs récurrents
- John Simm : Le Maître (Spécial Noël 2009 et Nouvel An 2010)
- Catherine Tate : Donna Noble (Spécial Noël 2009 et Nouvel An 2010)
- Jacqueline King : Sylvia Noble (Spécial Noël 2009 et Nouvel An 2010)
- Karl Collins : Shaun Temple (Spécial Noël 2009 et Nouvel An 2010)
- Lachele Carl : Trinity Wells (Spécial Noël 2009 et Nouvel An 2010)
- Alexandra Moen : Lucy Saxon (Spécial Noël 2009)
- Freema Agyeman : Dr Martha Jones (Spécial Nouvel An 2010)
- Noel Clarke : Mickey Smith (Spécial Nouvel An 2010)
- Elisabeth Sladen : Sarah Jane Smith (Spécial Nouvel An 2010)
- Tommy Knight : Luke Smith (Spécial Nouvel An 2010)
- John Barrowman : Capitaine Jack Harkness (Spécial Nouvel An 2010)
- Billie Piper : Rose Tyler (Spécial Nouvel An 2010)
- Camille Coduri : Jackie Tyler (Spécial Nouvel An 2010)
- Jessica Hynes : Verity Newman, petite fille de Joan Redfern (Spécial Nouvel An 2010)
- Russell Tovey : Aspirant Alonso Frame (Spécial Nouvel An 2010)
- Dan Starkey : Commandant Jask (Spécial Nouvel An 2010)
- Matt Smith : le Onzième Docteur (Spécial Nouvel An 2010)

## Production

### Réalisation
| Block | Épisode(s)                                                 | Réalisateur.trice | Scénariste(s)                      | Producteur.trice   | Code |
| ----- | ---------------------------------------------------------- | ----------------- | ---------------------------------- | ------------------ | ---- |
| X     | Music of the Spheres (Minisode)                            | Euros Lyn         | Russell T Davies                   | Catrin Lewis Defis | X    |
| 1     | Cyber Noël (Spécial Noël 2008)                             | Andy Goddard      | Russell T Davies                   | Susie Liggat       | 4.14 |
| 2     | Planète morte (Spécial Pâques 2009)                        | James Strong      | Russell T Davies et Gareth Roberts | Tracie Simpson     | 4.15 |
| 3     | La Conquête de Mars (Spécial Automne 2009)                 | Graeme Harper     | Russell T Davies et Phil Ford      | Nikki Wilson       | 4.16 |
| 4     | La Prophétie de Noël, 1ère partie (Spécial Noël 2009)      | Euros Lyn         | Russell T Davies                   | Tracie Simpson     | 4.17 |
| 5     | La Prophétie de Noël, 2ème partie (Spécial Nouvel An 2010) | Euros Lyn         | Russell T Davies                   | Tracie Simpson     | 4.18 |

## Liste des épisodes

### Spécial Noël 2008:Cyber Noël
- Royaume-Uni : 25 décembre 2008 sur BBC One
- France : 25 décembre 2009 sur France 4

- Royaume-Uni : 13,10 millions de téléspectateurs (première diffusion)

- David Morrissey Jackson Lane

### Spécial Pâques 2009:Planète Morte
- Royaume-Uni : 11 avril 2009 sur BBC One
- France : 27 mars 2010 sur France 4

- Royaume-Uni : 8,41 millions de téléspectateurs (première diffusion)
- France : 423 000 téléspectateurs (première diffusion)

- Michelle Ryan : Christina de Souza

### Spécial Automne 2009:La Conquête de Mars
- Royaume-Uni : 15 novembre 2009 sur BBC One
- France : 30 octobre 2010 sur France 4

- Royaume-Uni : 9,1 millions de téléspectateurs (première diffusion)
- France : 504 000 téléspectateurs (première diffusion)

- Lindsay Duncan (Adelaide Brooke)

### Spécial Noël 2009:La Prophétie de Noël, première partie
- Royaume-Uni : 25 décembre 2009 sur BBC One
- France : 25 décembre 2010 sur France 4

- Royaume-Uni : 11,57 millions de téléspectateurs (première diffusion)
- France : 416 000 téléspectateurs (soit 2,1 % de parts de marché) (première diffusion)[1]

- John Simm (Le Maître)
- Bernard Cribbins (Wilfred Mott)

### Spécial Nouvel An 2010:La Prophétie de Noël, deuxième partie
- Royaume-Uni : 1er janvier 2010 sur BBC One
- France : 25 décembre 2010 sur France 4

- Royaume-Uni : 10,4 millions de téléspectateurs (première diffusion)
- France : 416 000 téléspectateurs (première diffusion)

- John Simm (Le Maître)
- Bernard Cribbins (Wilfred Mott)
- Timothy Dalton (Rassilon)